# Paarungsnachspiel
Das Paarungsnachspiel, auch bekannt unter den Begriffen Nachbalz, Balznachspiel oder Begattungsnachspiel ist ein Verhalten, das nach der Kopulation verschiedener Tierarten auftritt. Die genauen Funktionen dieses Verhaltens sind bislang ungeklärt, sie sind jedoch sehr wahrscheinlich von Art zu Art unterschiedlich.
Wie die Balz oder das Paarungsvorspiel ist auch das Paarungsnachspiel meistens ritualisiert. Eventuell dient es der nachträglichen Beschwichtigung der Partnerin oder es soll Fluchtverhalten unterbinden. Bei einigen Arten soll über die Nachbalz des Weibchens das Männchen auch dazu gebracht werden, für weitere Paarungen im Revier des Weibchens zu verbleiben. Nicht mehr akzeptiert ist die Annahme, nach der durch das Paarungsnachspiel Energien abgebaut werden sollen, die während der eigentlichen Paarung nicht verbraucht wurden.